# Christian Haake
Christian Haake (* 1969 in Bremerhaven) ist ein deutscher Bildhauer und Maler.

## Werdegang
Haake studierte von 2003 bis 2008 Freie Kunst an der Hochschule für Künste Bremen bei  Yuji Takeoka, bei dem er 2009 seinen Abschluss als Meisterschüler machte. Zuvor studierte er Kunstwissenschaft und Philosophie an der Universität Bremen und ist als Filmvorführer an den Bremer Filmkunsttheatern tätig gewesen.
Von 2013 bis 2014 hatte er eine Gastprofessur für Bildhauerei an der Hochschule für Künste Bremen inne.

## Werk
Das Werk von Christian Haake ist an den Schnittstellen von Malerei, Skulptur und Installation angesiedelt. Ausgangspunkte seiner Arbeiten sind Architekturen und Räume, die er als Fragmente variiert und mit deren Größe und Ausschnitt er experimentiert. In seinen „Wirklichkeitsspielen“ interessiert ihn die Beziehung architektonischer Formen zu individuellen und kollektiven Erinnerungen und Imaginationen.
Haakes frühe Arbeiten sind primär skulptural und konzeptionell. Verschiebungen von Perspektive und Maßstab spiele eine wichtige Rolle in den mit akribischer Detailliertheit angefertigten Modellen und Miniaturen. Diese baut er ohne Vorlagen aus der eigenen Erinnerung nach. Als somit unweigerlich fehlerhafte Annäherungen an deren reales Aussehen stellen sie jedoch im Ergebnis ein glaubwürdigeres Bild von Wirklichkeit dar. Es geht um das Verhältnis von Wirklichkeit, Wahrnehmung und erinnertem Bild.
Diese Fragen verhandelt Haake auch in Einbauten wie den Passagen sowie der Werkgruppe der Diaoramen und Displays. Als teilweise dreidimensionale Rahmungen für abstrakte Malerei geht es immer auch Möglichkeiten des Bildraums. Erinnerungen und Assoziationen zu Urbanität und Leerstand sowie an Kino, Werbung und vergleichbare Versprechungen werden abgerufen. Verführung, (Ent)täuschungen und Wertigkeiten der Warenwelt aber auch Experimente mit Erwartung und Wahrnehmung als solcher prägen seine konzeptionellen Arbeiten. Neben Raum, Erinnerung und Imagination sind auch Fragen nach Zeitlichkeit, die Illusion von Beständigkeit und die Fragilität von Glaubwürdigkeit zentrale Stichworte in Christian Haakes Werk.
In seinen jüngeren Arbeiten ist eine zunehmende Reduktion und Abstraktion zu beobachten. Die genannten Themen und Motive seines Oeuvres finden sich auch darin in verschiedenen Variationen wieder. Das Malerische und Zeichnerische rücken stärker in den Vordergrund, obwohl die Werke leinwandlos auf Holzplatten entstehen und die Formfindung teilweise mit industriellen Verfahren erfolgt. So funktionieren Haakes reliefartige Tafelbilder als Bild und Skulptur. Als „Denkbilder der flüchtigen Moderne“ machen sie Spannungsverhältnisse der Gegenwart sichtbar und unterwandern, inhaltlich und formal, technische Beschleunigung, ökonomisches Wachstum und Selbstoptimierung. Über die primäre Verwendung von Weißtönen, deren Symbolik und psychologischer Gehalt eine Vielzahl von gegensätzlichen Bedeutungen umfassen, arbeitet Haake mit der Dialektik des Weiß – die Arbeiten erscheinen „leer und voll im gleichen Augenblick“.

## Ausstellungen (Auswahl)
- 2024 on focal points, Galerie K', Bremen[16]
- 2024 Produzent:innen 2024, Galerie Mitte, Bremen[17]
- 2023: instrumentals, Drawing Room, Hamburg[18]
- 2022: Something new, something old, something desired, Hamburger Kunsthalle[19]
- 2022: Identität nicht nachgewiesen. Neuerwerbungen der Sammlung des Bundes, Bundeskunsthalle Bonn[20]
- 2022: in cases off, Galerie K', Bremen[21]
- 2022: Sunset. Ein Hoch auf die sinkende Sonne, Kunsthalle Bremen[22]
- 2021: Look! Enthüllungen zu Kunst und Fashion, Marta Herford[23]
- 2021: Completley Knocked Down, Museu de Arte Moderna Aloisio Magalhaes, Recife, Brasilien[24]
- 2020: Invitation to Love – a groupshow curated by FORT, Kunstmuseum Bremerhaven[25]
- 2017: fluid, Städtische Galerie Delmenhorst[26]
- 2016: Einzelpräsentation mit Galerie K', viennacontemporary, Wien, Österreich
- 2014: Künstlerräume 02, Weserburg – Museum für moderne Kunst, Bremen[27]
- 2015: Spins/Circles/Abstracts, Kunsthalle Bremerhaven[28]
- 2014: Was Modelle können, Museum für Gegenwartskunst, Siegen[29]
- 2014: Beauty lies in desire, Museum of Contemporary Art of AP Vojvodina, Novi Sad, Serbien
- 2013: HEIMsuchung, Kunstmuseum Bonn[30]
- 2013: Echoes, Kunstverein Langenhagen
- 2012: Nachbilder, Kunstverein Ruhr, Essen[31]
- 2011: White Elephant, GAK Gesellschaft für Aktuelle Kunst, Bremen[32]
- 2011: Double take, kuratiert von Brigitte Kölle, M.1 Arthur Boskamp-Stiftung, Hohenlockstedt[33]
- 2009: Open Space, Art Cologne, Galerie Katharina Bittel

## Auszeichnungen und Preise
- 2020: Stipendium Neustart Kultur der Bundesregierung
- 2011: Arbeitsstipendium der Stiftung Kunstfonds Bonn
- 2010: Paula-Modersohn-Becker-Preis, Worpswede
- 2009: Karin Hollweg Preis / Preis des Förderkreises der HFK Bremen
- 2007: Bremer Förderpreis für Bildende Kunst, Bremen